# Whataboutism
Whataboutism, es un término de origen inglés, conocido en español como «y tú más» o «ytumás». Es una falacia variante de la falacia informal tu quoque que intenta desacreditar la posición de un oponente acusándolo de hipocresía sin refutar o negar directamente su argumento. El whataboutism está particularmente asociado con la propaganda soviética y más adelante, rusa. Implica contrarrestar la crítica occidental a Rusia señalando casos de juicio hipócrita en otros países, generalmente pertenecientes al llamado Occidente.
Cuando se criticó a la Unión Soviética durante la Guerra Fría, la respuesta soviética a menudo sería «¿Qué pasa con...», seguido de un evento en un país capitalista o del Bloque Occidental.
Como señaló Garri Kaspárov, es una palabra que fue acuñada para describir una desviación retórica por parte de los apologistas y dictadores soviéticos, quienes contrarrestarían los cargos de su opresión, «masacres, gulags y deportaciones de pueblos en la Unión Soviética» invocando la esclavitud en los Estados Unidos, el racismo, los linchamientos, etc.

## Etimología
El término whataboutism se deriva de la conjunción de las dos palabras what ("qué") + about («acerca»), que en conjunto (what about) se utilizan para preguntar «qué sucede con», utilizadas para retorcer y redirigir las críticas a la crítica inicial.
El Oxford English Dictionary en su edición de 2010, y la entrada de Oxford Living Dictionaries sobre whataboutism dice: "Origen - 1990: de la forma en que las contra acusaciones pueden tomar la forma de preguntas introducidas por '¿Qué pasa con -?'". Según el lexicógrafo Ben Zimmer, el término whataboutis apareció «ya en 1993».
En contraste, Andreas Umland, un politólogo e historiador de Rusia y Ucrania, dijo que el término se usó durante el período de la Unión Soviética. En 2012, Neil Buckley escribió en el Financial Times que el término fue utilizado por «observadores soviéticos».
De acuerdo con el Oxford Dictionary of English, en inglés británico, whataboutism es sinónimo de whataboutery, que según Zimmer se ha utilizado con un significado similar desde el período del Conflicto de Irlanda del Norte. En 1974, una carta escrita por Sean O'Conaill y publicado en The Irish Times se refirió a "los Whatabouts ... que responden a cada condena del Ejército Republicano Irlandés Provisional con un argumento para demostrar la mayor inmoralidad del "enemigo" y una columna de opinión en el mismo documento remarcó el tema utilizando el término "whataboutery", que ganó gran popularidad en los comentarios sobre el conflicto. Zimmer señaló que la variante whataboutism se utilizó en el mismo contexto en un libro de 1993 de Tony Parker.
El diccionario Merriam-Webster asocia el origen del término a la Guerra Fría. Hace referencia al periodista Michael Bernard de The Age, quien en 1978 escribió "las debilidades del whataboutism, que dicta que nadie debe lograr concretar un ataque contra los abusos del Kremlin sin lanzar algunos ladrillos a Sudáfrica; nadie debe acusar al Estado policial cubano sin castigar al Presidente Park; nadie debe mencionar a Irak, Libia o la OLP sin criticar un poco a Israel ".